# Віридомар (вождь едуїв)
Вірідомар - вождь кельтського племені едуїв у 54-52 роках до н.е. Спочатку союзник, а потім ворог римлян.

## Життєпис
Про молоді роки, як й про дату народження, Вірідомара немає жодних відомостей. Він висунувся з вояків за хоробрість і підтримку вождя едуїв та прихильника римлян Дівітіака. Вірідомар був разом з Дівітіаком у таборі римлян, допомагав останньому відновити свою владу над едуями, відібравши її у Думнорікса. Це відбулося у 54 році до н.е. за допомогою Цезаря. В цьому ж році Вірідомар стає молодшим вождем у едуїв й можливим спадкоємцем влади дівітіака.
Після того, як у 52 році до н. е. Дівітіака відсторонили від влади й почався розбрат серед знаті едуїв Вірідомар зумів домогтися свого обрання вергобретом ("суддею") едуїв, тобто їх очільником. Спочатку він виявляв приязнь до римлян, побоюючись їх потуги. Й навіть після повстання Верцингеторикса Вірідомар не поспішав переходити на його бік. Лише після битви при Герговії й подальших успіхах загальногалльського повстання Вірідомар вирішив приєднатися до нього.
Зі своєю армією він напав на гарнізон міста Новіодум (сучасний Невер) й знищив його. Після цього Вірідомар збирав сили та трощив невеличкі римські гарнізони, нищив фуражирів. Згодом, після того як Гай Цезар взяв в облогу Алезію, Вірідомар (разом з Епоредоріксом) очолив галльські війська, щоб врятувати Верцингеторикса. До Вірідомара приєдналися арверни з Веркассівелауном, атребати з Коммієм, лемовікі з Седуллом. Із значною потугою у 8 тисяч вершників та 140 тисяч піхоти Вірідомар вирушив на допомогу Алезії. Втім він разом з іншими кельтськими вождями тут був розбитий й вимушений відступити. Після падіння фортеці Алезії союзники Вірідомара розсіялися, а доля його самого невідома. Ймовірно він незабаром загинув.